# Мероценоз
Мероценоз (від грец. meros — частина і … ценоз), зазвичай ефемерні спільноти живих організмів, прив'язані до меротопа (до окремих листків, каменів, квіток, плодів, стовбурів і т. ін.), тобто мероценози це — скупчення або ценози органічних решток, що складаються з частин, відділення яких від тіл організмів не супроводжується загибеллю цих останніх. Структура, функціонування і стабільність мероценоза залежать від стану біоценоза, до якого він входить, а також від середовищних факторів меротопа.
Цей термін уже давно вживається в біології. В палеонтологічній літературі термін «мероценоз» вперше використав Л. Ш. Давіташвілі (1945): «… не всяке скупчення залишків організмів є скупченням залишків мертвих організмів» (порівнюється з терміном «танатоценоз»). На поверхні можуть відкладатися також частини тіла і рештки не померлих істот, які продовжують жити. У подібних випадках не може бути мови про будь-який зв'язок між відкладенням органічних залишків, точніше — частин організмів і смертю володарів цих часток. Так можуть відкладатися, наприклад, опале листя листопадних рослин, пилок, спори, шишки і насіння рослин, покриви членистоногих, що скидаються при линьці (трилобітів, ракоподібних, евріптерид, мечохвостів, павукоподібних, комах тощо), залишки прикріплених стебел таких морських лілій, які на відомій стадії індивідуального розвитку відриваються від стебла і ведуть в дорослому стані вільний спосіб життя, молочні зуби ссавців, що випали, роги, що скидаються оленями, пір'я птахів, яке втрачається у зв'язку з линянням або з інших причин, волосся ссавців, які прилипли до смоли і іноді зберігаються, наприклад, в бурштині. У багатьох випадках на субстрат падають частини тварин, які втрачаються внаслідок нападу ворогів або в результаті боїв між самцями одного виду.
Л. Ш. Давіташвілі зазначає, що мероценоз є одним з «типів ценозів рецентних організмів», тому його вживання можливе лише в разі актуопалеонтологічного і актуотафономічного вивчення сучасних організмів.
В. В. Друщиц (1979) серед мероценозів виділяє діатомо-, артроподо-, паліно- і планзеценози.